# Amy Jo Johnson
Amy Jo Johnson (ur. 6 października 1970 w Dennis, Massachusetts na Cape Cod) – amerykańska aktorka i piosenkarka. Popularność zdobyła dzięki roli Kimberly Hart w serialu Mighty Morphin Power Rangers emitowanym w latach 1993–1996.
Nie jest spokrewniona z Seanem Cw Johnsonem, odtwórcą roli Cartera Graysona w serialu Power Rangers Lightspeed Rescue.

## Życie prywatne
Od 2009 jest żoną Oliviera Ginera, z którym ma jedno dziecko. W 2015 przyjęła obywatelstwo kanadyjskie.

## Dyskografia
- The Trans-American Treatment (2001)[2]
- Imperfect (2005)[3]
- Never Broken (2013)[4]

## Filmografia
- 2008–2012: Flashpoint jako Julianna Callaghan-Jules – serial
- 2007: Outward Blonde jako Coach
- 2006: Veritas, Prince of Truth jako Marty Williams
- 2006: Fatal Trust jako Kate Ryder
- 2005: Arbie
- 2005: Clean Breaks jako Tina
- 2005: Magma
- 2004: I Love the '90s jako ona sama
- 2003: Bezlitosna ziemia (Hard Ground) jako Liz Kennedy
- 2002: Inwazja (Infested) jako Jesse
- 2002: Ale jazda! (Interstate 60)
- 2001–2004: Babski oddział (The Division) jako Stacy Newland
- 2001: Pursuit of Happiness jako Tracy
- 2001: Liars Club jako Karen
- 1999: Sweetwater – legenda Woodstock (Sweetwater – A True Rock Story) jako Nansi Nevins
- 1999: Cold Hearts jako Alicia
- 1998: Przed metą (Without Limits) jako Iowa's Finest
- 1998–2002: Felicity jako Julie Emrick (1998-2000)
- 1998–1999: Herkules (Hercules) jako Callisto (głos)
- 1997: Turbo: A Power Rangers Movie jako Kimberly Hart (Różowy Rangers)
- 1997: Cena doskonałości (Perfect Body) jako Andie Bradley
- 1997: Killing Mr. Griffin jako Susan McConnell
- 1996: Susie Q jako Susie Q/Maggie
- 1995: Power Rangers (Mighty Morphin Power Rangers: The Movie) jako Kimberly Hart (Różowy Rangers)
- 1993–1996: Power Rangers (Mighty Morphin' Power Rangers) jako Kimberly Ann Hart/Pink Power Ranger #1 (1993-1996)
- 1989: The More You Know jako ona sama